# Beynat
Beynat (okcitansko Beinat) je naselje in občina v južnem francoskem departmaju Corrèze regije Limousin. Leta 2008 je naselje imelo 1.233 prebivalcev.

## Geografija
Kraj leži v pokrajini Limousin ob reki Rouanne 20 km jugovzhodno od Brive-la-Gaillarda.

## Uprava
Beynat je sedež istoimenskega kantona, v katerega so poleg njegove vključene še občine Albignac, Aubazines, Lanteuil, Palazinges, Le Pescher in Sérilhac s 3.537 prebivalci.
Kanton Beynat je sestavni del okrožja Brive-la-Gaillarde.